# Элдеринг, Брам
Брам Элдеринг (нидерл. Bram Eldering, полное имя Абрахам, нидерл. Abraham; 8 июля 1865 года, Гронинген — 17 июня 1943 года, Кёльн) — нидерландский скрипач.
Сын школьного учителя, затем директора городской сберегательной кассы. Учился в своём родном городе у Кристиана Портмана (1846—1908). В 1882 г. поступил в Брюссельскую консерваторию. Окончив класс скрипки Енё Хубаи, в 1886 году последовал за своим учителем в Будапешт, где играл на альте в квартете под руководством Хубаи вместе с Виктором фон Херцфельдом и Давидом Поппером.
В 1888 году отправился в Берлин для совершенствования своего мастерства под руководством Йозефа Иоахима. В 1891—1894 годах был концертмейстером Берлинского филармонического оркестра, затем работал в Майнингене, где возглавлял струнный квартет (среди его участников был Карл Пининг) — этому коллективу посвятил свой квартет Op.17 Штефан Крель.
С 1899 года преподавал в Амстердамской консерватории, с 1903 года и до смерти в Кёльнской Академии музыки; среди учеников Элдеринга, в частности, Адольф Буш, Леон Саметини, Виллем ван Хоогстратен, Макс Штруб.
С 1934 г. на пенсии. Погиб во время бомбёжки.